# 雞母嶺 (地名)
雞母嶺，是新北市貢寮區的一個傳統地域名稱，位於該區西北部，範圍大致為美豐里西北半部。

## 歷史
台灣清治末期，雞母嶺地區為一街庄，稱為「雞母嶺庄」，隸屬於三貂堡。該庄東邊臨海，北與撈洞庄為鄰，東與澳底庄為鄰，南邊為丹裡庄，西邊為三叉港庄、石笋庄、燦光藔庄。
1901年（日治明治三十四年）11月，該庄隸屬於基隆廳，編入第十二區。1905年（明治三十八年）7月，第十二區改名為「澳底區」。1920年（大正九年），該庄改制為「雞母嶺」大字，隸屬於臺北州基隆郡貢寮庄，大字下有「鷄母嶺」、「土地公嶺」、「巫里岸」小字名。
戰後貢寮庄改制為貢寮鄉，隸屬於臺北縣，大字亦改制為村。2010年（民國99年）12月，臺北縣升格為新北市，貢寮鄉改制為貢寮區，村改制為里。

## 交通
市道102甲線是雙溪通往澳底的道路，經過雞母嶺地區南部。